# Lignières-Ambleville
Lignières-Ambleville község Franciaország Új-Aquitania régiójában, Charente megyében. Új községként 2022. január 1-jén jött létre két korábbi község: Lignières-Sonneville és Ambleville egyesítésével. Lakosainak száma 704 fő (2022. január 1.).

## Népesség
| Lakosok száma | 552  | 712  | 705  | 704  |
|               | 2019 | 2020 | 2021 | 2022 |